# 妮農·沙佩勒
妮農·沙佩勒（法語：Ninon Chapelle，1995年4月15日—）是一名法國女子田徑運動員，專攻撐杆跳高項目。她參加了2017年世界田徑錦標賽女子撑竿跳的比賽。她代表法國參加2017年歐洲田徑團體錦標賽，在里爾以跳出4.45公尺的成績獲得銅牌。在2017年歐洲田徑U23錦標賽中，她以跳出4.35米的成績獲得第五名。
她以2018年2月25日在克萊蒙費朗締造的4.72公尺跳高成績保持法國室內紀錄。
她與法國撐杆跳選手阿克塞爾·沙佩勒結婚，育有一子奧斯卡（Oscar），於2022年出生。

## 外部連結
- 妮農·沙佩勒在的頁面